# Miguel Comminges
Miguel Comminges (ur. 16 marca 1982 w Les Abymes) – gwadelupski piłkarz występujący na pozycji obrońcy.

## Kariera klubowa
Miguel Comminges w wieku 15 lat wyjechał do Francji i tam rozpoczął zawodową karierę w 2002 roku w występującym w Ligue 2 klubie Amiens SC. W latach 2003–2007 występował w Stade de Reims. Z Reims awansował w 2004 do Ligue 2. W 2007 Comminges wyjechał do Anglii do trzecioligowego Swindon Town. W latach 2008–2011 był zawodnikiem walijskiego Cardiff City. W Football League Championship zadebiutował 16 sierpnia 2008 w zremisowanym 1-1 meczu z Doncaster Rovers, kiedy to 82 min. zastąpił Kevina McNaughtona.
Sezon 2010-2011 rozpoczął od wypożyczenia do trzecioligowym Carlisle United. Nie zdołał jednak rozegrać w nim żadnego meczu. W styczniu 2011 został zawodnikiem czwartoligowego Southend United. W nowych barwach zadebiutował 3 stycznia 2011 w przegranym 1-2 meczu z Cheltenham Town.
| Sezon   | Klub                 | Kraj    | Rozgrywki            | Mecze | Bramki |
| ------- | -------------------- | ------- | -------------------- | ----- | ------ |
| 2002/03 | Amiens SC            | Francja | Ligue 2              | 12    | 0      |
| 2003/04 | Stade de Reims       | Francja | Championnat National | 29    | 0      |
| 2004/05 | Stade de Reims       | Francja | Ligue 2              | 21    | 0      |
| 2005/06 | Stade de Reims       | Francja | Ligue 2              | 11    | 0      |
| 2006/07 | Stade de Reims       | Francja | Ligue 2              | 13    | 0      |
| 2007/08 | Swindon Town         | Anglia  | League One           | 40    | 0      |
| 2008/09 | Cardiff City         | Anglia  | Championship         | 30    | 0      |
| 2009/10 | Cardiff City         | Anglia  | Championship         | 1     | 0      |
| 2010/11 | Carlisle United      | Anglia  | League One           | 0     | 0      |
| 2010/11 | Southend United F.C. | Anglia  | League Two           | 7     | 0      |

## Kariera reprezentacyjna
W reprezentacji Gwadelupy Comminges zadebiutował 7 czerwca 2007 w zremisowanym 1-1 meczu z reprezentacją Haiti podczas Złotego Pucharu CONCACAF. W turnieju na którym Gwadelupa wraz z Kanadą zajęła trzecie miejsce Comminges wystąpił w czterech meczach z Haiti, Kanadą, Hondurasem oraz Meksykiem. W 2009 po raz drugi uczestniczył w Złotym Pucharze CONCACAF. Na turnieju wystąpił w czterech meczach z Panamą, Nikaraguą, Meksykiem i Kostaryką. W 2011 po raz trzeci uczestniczył w Złotym Pucharze CONCACAF. Na turnieju wystąpił w dwóch meczach z Kanadą i Panamą.